# Осми пехотен приморски полк
Осми пехотен приморски на Н.Ц.В. Княгиня Мария-Луиза полк е военна част на Българската армия от Третото българско царство. След Освобождението Варна става един от големите икономически и стратегически центрове на Царство България. В града е дислоциран Осми приморски пехотен полк.

## Формиране
Осми пехотен приморски на Н.Ц.В. Княгиня Мария-Луиза полк е образуван под името Осми пеши приморски полк с указ № 41 от 12 октомври 1884 година, като в състава му влизат Раховска №12 пеша дружина, Провадийска №16 пеша дружина и Варненска №20 пеша дружина.

## Сръбско-българска война (1885)
В Сръбско-българската война от 1885 г. навлизането на Осми полк в сражението при Сливница, заедно с VI пехотен Търновски полк и Пловдивския пехотен полк, прави обрат в хода на военните действия. Българите вече наброяват 40 000 души и успяват да спечелят битката и войната.
Полкът участва и в боевете за Цариброд (11 – 12 ноември 1885 г.), и в Пиротското сражение (14 – 15 ноември).

## Балкански войни (1912 – 1913)
В Балканската война (1912 – 1913) под командването на полковник Пантелей Киселов Осми приморски полк се сражава в състава на Втора бригада от Четвърта Преславска дивизия. В началото на войната полкът наброява 70 офицери, 4 чиновници и 4716 подофицери и редници.
В Лозенградската настъпателна операция Осми полк взима участие в боевете край Селиолу и разгромява части на турската Втора низамска дивизия.
През Междусъюзническата война (1913) полкът е изваден от състава на 4-та пехотна дивизия и изпратен в Македония. В състава на 4-та армия се сражава срещу сръбско-черногорските войски в битката при Калиманци.

## Първа световна война (1915 – 1918)
В Първата световна война (1915 – 1918) Осми полк се прославя с участието си в Добричката епопея.
На 1 септември 1916 година България обявява война на Румъния. Осми пехотен приморски на Н.Ц.В. Княгиня Мария-Луиза полк е включен в състава на т.нар. Варненски укрепен пункт, командван от ген. Тодор Кантарджиев. Полкът разполага със следния числен състав, добитък, обоз и въоръжение:
| Числен състав                                                                   | Добитък   | Обоз                                          | Въоръжение                           |
| ------------------------------------------------------------------------------- | --------- | --------------------------------------------- | ------------------------------------ |
| Дружини: 4 Картечни роти: 1 Офицери: 57 Чиновници: 4 Подофицери и войници: 5237 | Коне: 441 | Обикновени коли: 72 Товарни: 264 Специални: 4 | Пушки и карабини: 4514 Картечници: 4 |

На 4 септември 1916 година, след кратко сражение с румънски войски, полкът навлиза в Добрич, радостно посрещнат от местното население. Румънските войници бягат на север в очакване на подкрепления. Въпреки че освободеният български град се охранява от Осма и Четиридесет и осма роти на Осми Приморски полк, румънците не закъсняват да контраатакуват и на 5 септември голямото сражение за Добрич започва. Българите за първи път се сражават и срещу руски войски. Боевете са тежки и с много жертви, продължават три дни, но завършват с победа за България. В боевете за Добрич на 5, 6 и 7 септември 1916 г. убитите, безследно изчезналите и починали от раните си войници и подофицери от полка са 160 души, а офицерите – четирима. Сред тях е и командирът на Осми приморски полк – полковник Панайот Минков. Ранените при Добрич офицери от полка са трима, а подофицерите и войниците – 383 . По-късно полкът влиза в състава на 2-ра бригада от 4-та пехотна преславска дивизия.

## Между двете световни войни
На 1 декември 1920 година в изпълнение на клаузите на Ньойския мирен договор полкът е реорганизиран в 8-а жандармерийска дружина. През 1928 година полкът е отново образуван от частите на 8-а пехотна приморска дружина и 16-а варненска жандармерийска дружина, но до 1938 година носи явното название дружина.  През 1924 г. е организрана кампания сред офицерите, подофицерите и войниците, служили в бившия 8-и пехотен приморски полк, както и техните роднини и близки, да изпратят свои бележки, описания и спомени, които да се използуват за съставянето на пълна история на подразделението.

## Втора световна война (1941 – 1945)
През Втората световна война (1941 – 1945) полкът е на Прикриващия фронт (1941), след което през септември 1944 година към него се образува гвардейска дружина „В. Левски“. Взема участие в първата фаза на заключителния етап на войната в състава на 4-та пехотна преславска дивизия с която участва в боевете при височината „Чука“, кота 712, връх Голак, Подуено и др.
С указ № 6 от 5 март 1946 г. издаден на базата на доклад на Министъра на войната № 32 от 18 февруари 1946 г. е одобрена промяната на наименованието на полка от 8-и пехотен приморски на Н.Ц.В. Княгиня Мария-Луиза полк на 8-и пехотен приморски полк.
През 1949 – 1950 г. полкът носи явно наименование под. 3160, а от 1 януари 1951 г. се преименува на Тридесет и шести стрелкови полк, от 25 март 1951 г. прераства на Петдесет и осма стрелкова брегова бригада, от 1 януари 1956 поделението се премества в с. Долни чифлик, Варненско, и на 11 август 1958 г. във връзка с намалението на личния състав на БНА се разформирова.

## Наименования
През годините полкът носи различни имена според претърпените реорганизации:
- Осми пеши приморски полк (1884 – 1 май 1893)
- Осми пеши приморски на Н.Ц.В. Княгиня Мария-Луиза полк (1 май 1893 – 1890)
- Осми пехотен приморски на Н.Ц.В. Княгиня Мария-Луиза полк (1891 – 1 декември 1920)
- Осма пехотна приморска дружина (1 декември 1920 – 1928)
- Осми пехотен приморски полк (1928 – 19 ноември 1932)
- Осми пехотен приморски на Н.Ц.В. Княгиня Мария-Луиза полк (19 ноември 1932 – 5 март 1946)
- Осми пехотен приморски полк (5 март 1946 – 1950)
- Осми стрелкови полк (1950 – 1 януари 1951)
- Тридесет и шести стрелкови полк (1 януари 1951 – 25 март 1951)
- Петдесет и осма стрелкова брегова бригада (25 март 1951 – 11 ноември 1958)

## Командири
Званията са към датата на заемане на длъжността.
| №   | Звание       | Име                  | Дати                                                                    |
| --- | ------------ | -------------------- | ----------------------------------------------------------------------- |
| 1.  | Подполковник | Николай Петров       | 12 октомври 1884 – 15 септември 1885                                    |
| 2.  | Капитан      | Иван Сарафов         | 16 септември 1885 – 4 октомври 1886                                     |
| 3.  | Капитан      | Дечко Караджов       | 11 август 1886 – 9 септември 1886 (временен)                            |
| 4.  | Капитан      | Лазар Обрешков       | 9 септември 1886 – 19 януари 1889 (временен, поема полка на 3 октомври) |
| 5.  | Майор        | Дечко Караджов       | 1 февруари 1889 – 22 януари 1890                                        |
| 6   | Майор        | Стефан Тошев         | 22 януари 1890 – април 1893                                             |
| 7   | Подполковник | Иван Попов           | април 1893 – 25 февруари 1900                                           |
| 8.  | Подполковник | Климент Бояджиев     | 25 февруари 1900 – 29 януари 1904                                       |
| 9   | Подполковник | Венко Софрониев      | 29 януари 1904 – 1 юни 1909                                             |
| 10. | Подполковник | Стефан Нерезов       | 1 юни 1909 – 12 септември 1910 (поема командването на 4 юни)            |
| 11. | Подполковник | Венко Софрониев      | 12 септември 1910 – 10 март 1912                                        |
| 12. | Полковник    | Пантелей Киселов     | 10 март 1912 – 24 септември 1913                                        |
| 13. | Полковник    | Тодор Габаров        | от 13 октомври 1913                                                     |
| 14. | Полковник    | Никола Свещаров      | до 1915                                                                 |
| 15. | Полковник    | Аврам Аврамов        | 4 май 1915 – 1 октомври 1915                                            |
| 16. | Подполковник | Панайот Минков       | 1915 – септември 1916 (умира на 30 септември в София от раните си)      |
| 17. | Подполковник | Николов              | от септември 1916                                                       |
| 18. | Полковник    | Никола Свещаров      | до 23 октомври 1916 (убит)                                              |
| 19. | Подполковник | Николов              | 23 октомври 1916 – 14 ноември 1916                                      |
| 20. | Полковник    | Васил Миланов        | 14 ноември 1916 – 10 октомври 1918                                      |
| 21. | Полковник    | Добри Коларов        | 10 октомври 1918 – (малко след) 9 ноември 1918 (временно)               |
| 22. | Майор        | Петър Върбанов       | (малко след) 9 ноември 1918 – 1 март 1919                               |
| 23. | Полковник    | Стефан Нойков        | 1 март 1919 – 31 декември 1919                                          |
| 24. | Полковник    | Слави Магеранов      | 1 януари 1920 – 5 април 1920                                            |
| 25. | Полковник    | Владимир Стоянов     | 5 април 1920 – 14 октомври 1920                                         |
| 26. | Подполковник | Никола Сърбенов      | 14 декември 1920 – 31 декември 1920                                     |
| 27. | Майор        | Трифон Константинов  | 31 декември 1920 – 18 ноември 1921                                      |
| 28. | Майор        | Георги Попов         | 10 ноември 1921 – септември 1923 (поема командването на 18 ноември)     |
| 29. | Подполковник | Илия Стоянов         | от 1923                                                                 |
| 30. | Подполковник | Никола Марков        | от 1927                                                                 |
| 31. | Полковник    | Никола Стайчев       | 1928 – 1932?                                                            |
| 32. | Полковник    | Георги Марков        | 1932 – 1933                                                             |
| 33. | Полковник    | Георги Попов         | 1 юни 1933 – 5 юни 1934                                                 |
| 34. | Полковник    | Сава Бакърджиев      | 1934 (и.д.)                                                             |
| 35. | Подполковник | Борис Иванов         | 1934 (и.д.)                                                             |
| 36. | Полковник    | Петър Димков         | 1934 – 1935                                                             |
| 37. | Полковник    | Борис Митев          | 1935 – 1935                                                             |
| 38. | Полковник    | Асен Даскалов        | 1936 – 1937                                                             |
| 39. | Полковник    | Георги Младенов      | 1938 – 1939                                                             |
| 40. | Подполковник | Михаил Беджев        | 1 февруари 1940 – 30 ноември 1943                                       |
| 41. | Полковник    | Илия Иванов          | 30 ноември 1943 – 12 април 1945                                         |
|     | Полковник    | Димитър Стамболджиев | 1946?                                                                   |
|     | Подполковник | Янко Попов           | от 1947 (временно)                                                      |
| ?   |              | Тенчо Папазов        | юли 1949-юли 1950                                                       |

Други командири: Стоян Гащаров, Александър Пенев, Танко Витанов

## Други
- Днес с името „Осми приморски полк“ е кръстен един от най-големите булеварди на Варна
- В чест на Осми приморски полк са наречени селата Приморци (област Добрич) и Варненци (област Силистра)
- Известният деец на ВМОРО Никола (Колю) Лефтеров е служил като войник и унтер офицер в 8-и Приморски полк от 1895 до 1899 г.